# Flaga Turkmeńskiej SRR
Flaga Turkmeńskiej Socjalistycznej Republiki Radzieckiej w opisanej formie obowiązywała od 1 sierpnia 1953 r.
Dominującym kolorem flagi była czerwień – barwa flagi ZSRR. Kolor czerwony od czasów Komuny Paryskiej był symbolem ruchu komunistycznego i robotniczego, jako nawiązanie do przelanej przez robotników krwi.
Flaga w lewym górnym rogu zawierała wizerunek złotego sierpa i młota oraz umieszczoną nad nimi czerwoną pięcioramienna gwiazdę w złotym obramowaniu. Sierp i młot symbolizowały sojusz robotniczo-chłopski, a czerwona gwiazda – przyszłe, spodziewane zwycięstwo komunizmu we wszystkich pięciu częściach świata. Ponadto przez takie umieszczenie symboli flaga nawiązywała graficznie do flagi ZSRR.
Po uzyskaniu niepodległości przez Turkmenistan flagę tę zastąpiono innym symbolem, nawiązującym do specyfiki kraju (flaga Turkmenistanu).

## Poprzednie wersje flagi
Pierwsza wersji flagi radzieckiego Turkmenistanu z 1937 r. była barwy czerwonej, w lewym górnym roku miała umieszczony złoty napis ze skróconą nazwę kraju w języku turkmeńskim, zapisaną pismem łacińskim – T.S.S.R..
W 1940 r. dokonano zmiany zasad zapisu języka turkmeńskiego, który odtąd zapisywano cyrylicą. Pociągnęło to za sobą zmianę flagi, na której po zmianie znajdował się napis TCCP (czyt. TSSR).

## Galeria

6 października 1926 – 2 marca 1937
2 marca 1937 – 19 lipca 1940
19 lipca 1940 – 1 sierpnia 1953
1 sierpnia 1953 – 23 września 1974
23 września 1974 – 19 lutego 1992